# جان الکساندر ریچاردسون
جان الکساندر ریچاردسون (انگلیسی: John Richardson; ۱ دسامبر ۱۹۳۲ – ۲ ژوئن ۲۰۱۰) سیاستمدار، آموزشگر و پرسنل نظامی اهل کانادا بود.